# Князевский (остров)
Князевский (Шакшинский) — остров на реке Уфе возле микрорайона Шакша (Уфа), ниже по течению от железнодорожного моста. Выше по течению есть небольшой необитаемый одноимённый остров Князевский.
На острове располагается плавбаза Уфимского городского клуба «Юный Моряк» имени контр-адмирала М. И. Бакаева. Ранее на нём также располагалась база отдыха.
Назван по деревне Князево.